# Bachó István

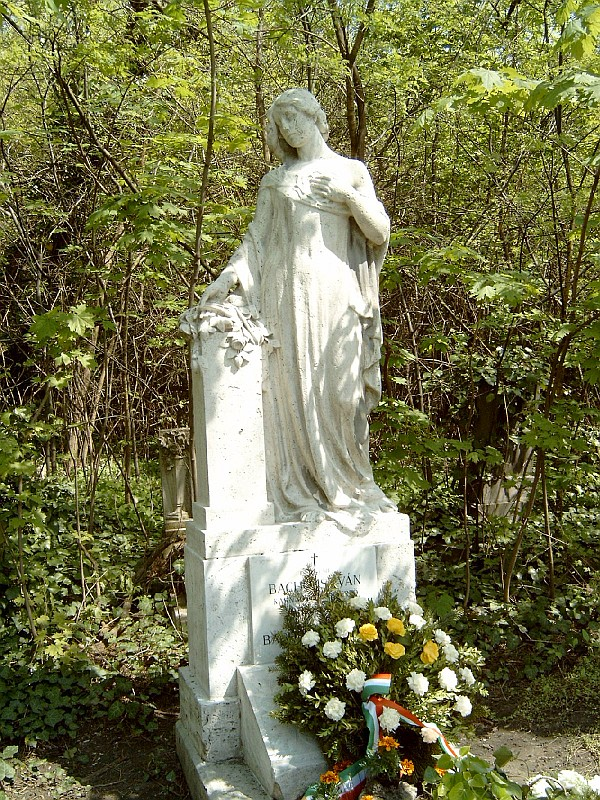
Bachó István sírja Budapesten. Kerepesi temető: 33/1-1-9

Dezséri Bachó István Adalbert (Pozsony, 1858. január 15. – Budapest, 1915. június 9.) karmester, zeneszerző. A budapesti honvéd-zenekar megteremtője.

## Élete
Dezseri Bachó Adolf József (1821–1899), 1848-as honvéd főhadnagy, őrmester, Pozsony városi rendőrbiztos, a Pozsony megyei Honvédegylet tagja, és Stauder Jozefa (1836–1894) gyermekeként született. A bécsi konzervatóriumban végezte zenei tanulmányait. Katonai indulókat és egyveleget szerzett. Nagyváradon és Budapesten tevékenykedett. Az ő nevéhez fűződik a fővárosi honvédzenekar megalapítása. Egy éven át az egyiptomi kedive udvari karnagya volt Kairóban. Visszaemlékezéseit a Magyar Nemzet közölte 1906. július 7-én.

## Családja
Feleségül vette Schlesinger Beatrice (1862–1948) kisasszonyt, Schlesinger József és Polákovics Mária lányát. Házasságukból született ifjabb Bachó István, császár és királyi főhadnagy, aki a második világháború után kivándorolt Dél-Amerikába, valamint dr. Rákossy Györgyné Bachó Elvira, Hossza Józsefné Bachó Olga és Bachó Irma.

## Kitüntetései (viselési sorrendben)
- Koronás Arany Érdemkereszt (1910)[6]
- Arany Érdemkereszt (1898)[7]
- Hadiérem (?)
- Jubileumi Érem a fegyveres erő számára (1898)
- Jubileumi Kereszt a fegyveres erő számára (1908)
- bolgár Polgári Érdemrend lovagkeresztje és 5. osztálya (1901)[8]
- oszmán császári Medzsidije Rend 4. osztálya (1889)[9]
- perzsa császári Nap és Oroszlán Rend 4. osztálya (1901)[10]

## Főbb művei
- Cédrusfa induló
- Honvéd díszmenet induló
- I. Honvédezred díszmenet indulója
- Magyar egyveleg
- Magyar hősök indulója
- Öt magyar népdal
- Rakata induló
- Tekintetes úr induló